# Allobaccha fallax
Allobaccha fallax är en tvåvingeart som först beskrevs av Austen 1893.  Allobaccha fallax ingår i släktet Allobaccha och familjen blomflugor. Inga underarter finns listade i Catalogue of Life.